# Tropidoscincus
Tropidoscincus  is een geslacht van hagedissen uit de familie skinken (Scincidae).

## Naam en indeling
De wetenschappelijke naam van de groep werd voor het eerst voorgesteld door José Vicente Barbosa du Bocage in 1873. Twee soorten zijn al sinds de negentiende eeuw bekend, Tropidoscincus boreus is in 2000 voor het eerst wetenschappelijk beschreven.

## Uiterlijke kenmerken
De poten zijn goed ontwikkeld en dragen vijf vingers en tenen. De oogleden zijn beweeglijk, in het onderste ooglid is een doorzichtig venster aanwezig.

## Verspreiding en habitat
Alle soorten komen endemisch voor in Nieuw-Caledonië.
Door de internationale natuurbeschermingsorganisatie IUCN is aan alle drie de soorten een beschermingsstatus toegewezen. Twee soorten worden beschouwd als 'veilig' (Least Concern of LC), de soort Tropidoscincus aubrianus staat te boek als 'kwetsbaar' (Vulnerable of VU).

## Soorten
Het geslacht omvat de volgende soorten, met de auteur en het verspreidingsgebied.
| Naam                      | Auteur                | Verspreidingsgebied                      |
| ------------------------- | --------------------- | ---------------------------------------- |
| Tropidoscincus aubrianus  | Bocage, 1873          | Nieuw-Caledonië (inclusief Île des Pins) |
| Tropidoscincus boreus     | Bauer & Sadlier, 2000 | Westelijk en midden-Nieuw-Caledonië      |
| Tropidoscincus variabilis | Bavay, 1869           | Nieuw-Caledonië                          |